# Brandon (Iowa)
Brandon és una població dels Estats Units a l'estat d'Iowa. Segons el cens del 2000 tenia 311 habitants.

## Demografia
Segons el cens del 2000, Brandon tenia 311 habitants, 137 habitatges, i 90 famílies. La densitat de població era de 387,3 habitants per km².
Dels 137 habitatges en un 26,3% hi vivien nens de menys de 18 anys, en un 49,6% hi vivien parelles casades, en un 10,2% dones solteres, i en un 33,6% no eren unitats familiars. En el 30,7% dels habitatges hi vivien persones soles el 13,1% de les quals corresponia a persones de 65 anys o més que vivien soles. El nombre mitjà de persones vivint en cada habitatge era de 2,27 i el nombre mitjà de persones que vivien en cada família era de 2,79.
Per edats la població es repartia de la següent manera: un 21,5% tenia menys de 18 anys, un 10% entre 18 i 24, un 24,4% entre 25 i 44, un 27% de 45 a 60 i un 17% 65 anys o més.
L'edat mediana era de 38 anys. Per cada 100 dones de 18 o més anys hi havia 105 homes.
La renda mediana per habitatge era de 34.219 $ i la renda mediana per família de 45.893 $. Els homes tenien una renda mediana de 25.625 $ mentre que les dones 20.208 $. La renda per capita de la població era de 17.428 $. Entorn del 4,5% de les famílies i el 9,4% de la població estaven per davall del llindar de pobresa.

## Poblacions més properes
El següent diagrama mostra les poblacions més properes.